# Terrorismo nutricional

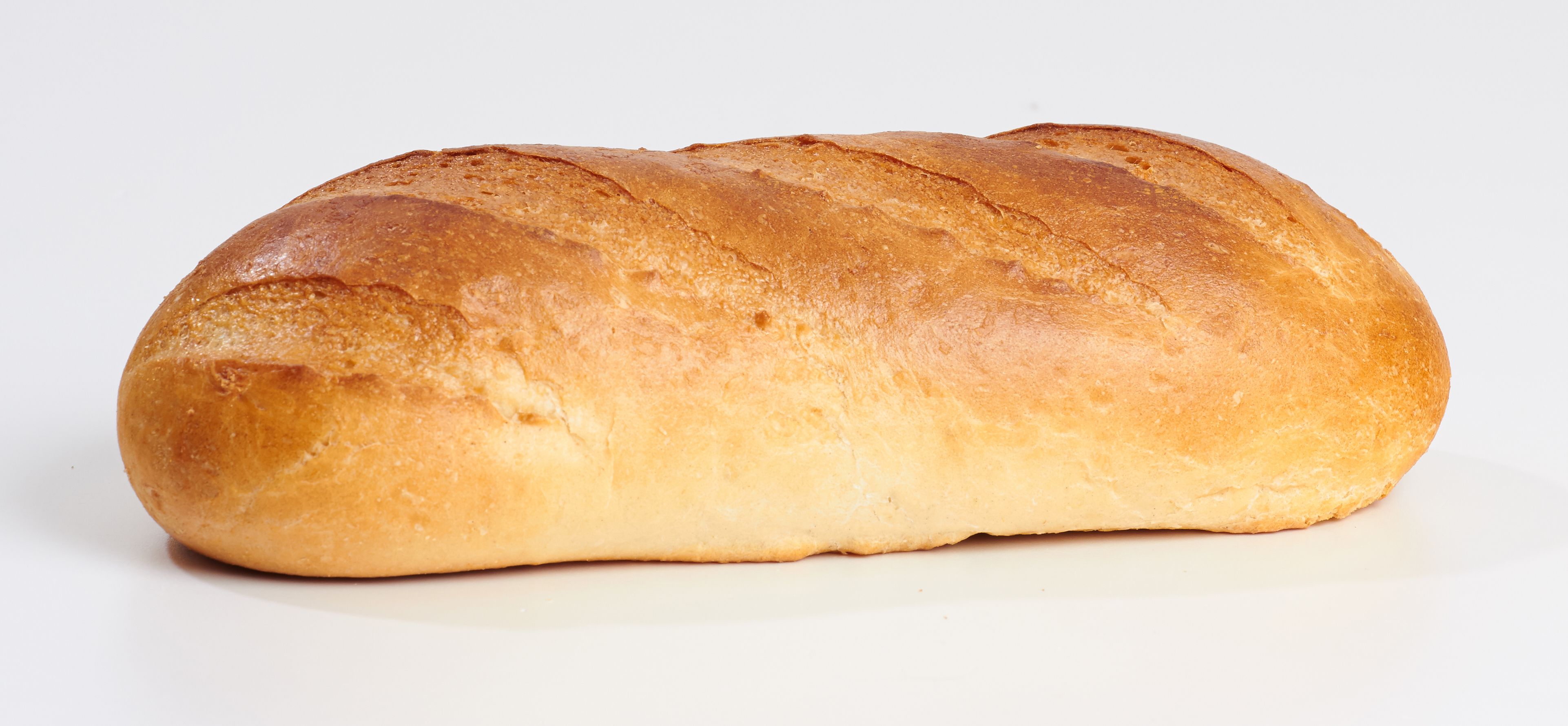
O pão, juntamente com outros alimentos ricos em carboidratos, são muitas vezes vistos como "alimentos ruins" ou "prejudiciais a saúde"

Terrorismo nutricional, também podendo ser conhecido como nutricionismo extremista e terrorismo alimentar é o nome dado para a aplicação de fundamentos do nutricionismo perante a uma simplória classificação entre alimentos considerados "bons" e "ruins", normalmente atribuindo uma carga negativa a certos tipos de alimentos. Ignorando parcialmente ou completamente outros atributos e considerações do nutricionismo, como o balanceamento na alimentação e seguindo princípios de uma alimentação restritiva.
Muitos nutricionistas são contra a aplicação de medidas radicais baseada em uma classificação de alimentos "benéficos" e "maléficos" a saúde, De acordo com a nutricionista Edvânia Soares, um dos maiores problemas do "Terrorismo Nutricional" seria a não atribuição a outros fatores essenciais para a criação de uma dieta balanceada, como o estilo de vida do paciente, e apenas analisando os alimentos de forma isolada e ainda esclarece.
"A nutrição é uma ciência complexa e individualizada. Não existe dieta perfeita. As necessidades e respostas buscadas por cada paciente são únicas, e para cada pessoa. Todas as orientações gerais devem ser adaptadas para cada paciente, conforme as necessidades, circunstâncias, rotina e estilo de vida. Tudo pode, desde que seja feito com equilíbrio"
Também é atribuído a classificação simplista de alimentos a uma forte preocupação de possuir uma vida saudável, isso podendo levar a um transtorno alimentar e a busca por corpos perfeitos